# カントリー・アルバム
『カントリー・アルバム』 (Beaucoups of Blues) は、1970年に発表されたリンゴ・スターのアルバム。

## 収録曲
1. ボークー・オブ・ブルース  - Beaucoups Of Blues
2. ラヴ・ドント・ラスト・ロング - Love Don't Last Long
3. ファーステスト・グロウイング・ハートエイク・イン・ザ・ウエスト - Fastest Growing Heartache In The West
4. ウィズアウト・ハー  - Without Her
5. ウーマン・オブ・ザ・ナイト- Woman Of The Night
6. アイド・ビー・トーキング・オール・ザ・タイム - I'd Be Talking All The Time
7. フィフティーン・ダラー・ドゥロウ  - $15 Draw
8. ワイン・ウイメン・アンド・ラウド・ハッピー・ソング - Wine, Women And Loud Happy Songs
9. アイ・ウドゥント・ハヴ・ユー・エニイ・アザー・ウェイ - I Wouldn't Have You Any Other Way
10. ルーザーズ・ラウンジ  - Loser's Lounge
11. ウェイティング - Waiting
12. サイレント・ホームカミング  - Silent Homecoming